# Islamey

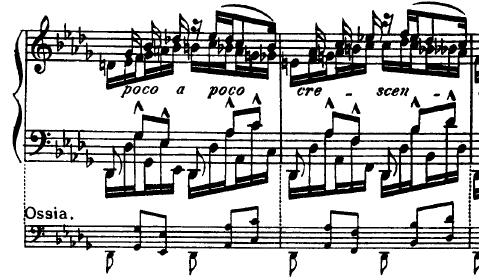
Un ejemplo de ossia en la difícil fantasía Islamey.

Islamey: Fantaisie orientale (es decir, Islamey: fantasía oriental) es una fantasía para piano compuesta en septiembre de 1869 por el ruso Mili Balákirev. 
Balákirev, un nacionalista declarado cuya obra está influida por la música y las tradiciones rusas, escribió esta fantasía inspirado por un viaje al Cáucaso, como cuenta en una carta: 

"la majestuosa belleza de la lujuriante naturaleza de allí y la belleza de los habitantes, que armoniza con ella - todas estas cosas juntas me causaron una profunda impresión (...) Como me interesaba en la música vocal de allí, conocí a un príncipe circasiano que venía conmigo frecuentemente y tocaba melodías del folclore local con su instrumento, que era algo parecido a un violín. Una de las melodías, llamada Islamey, una danza, me agradó enormemente y, con vistas al trabajo que tenía en mente sobre Tamara, empecé a adaptarla para piano. El segundo tema me lo transmitió en Moscú un actor armenio venido de Crimea, donde es, me aseguró, muy conocido entre los tártaros."
Balákirev, Carta a Reis, 1892. 

Balákirev compuso Islamey en un mes, lo que contrasta fuertemente con su costumbre de tardar a veces incluso años para terminar una pieza. La obra se divide en tres partes: una obertura, que introduce el tema principal; una sección central, que nos presenta un tema completamente distinto y nuevo que es lento, melodioso y exótico en comparación con las otras dos secciones; y una tercera parte que es una vuelta al primer y principal tema, con un final impresionante por su brío y por su intensidad. Las dos primeras partes son las que describe en la carta citada. La segunda parte, más "lírica", es pasada por alto por aquellos que consideran la obra como una pieza solamente diseñada para mostrar la técnica, pero no para ser tocada. 
Las numerosas versiones de Islamey tienen frecuentes y numerosas ossias (alternativas más fáciles) debido a su tremenda dificultad técnica, que la hizo una pieza favorita para virtuosos como Nikolái Rubinstein (que estrenó Islamey), Martha Argerich o Franz Liszt, que la defendían. Balákirev, que en su época también era considerado un consumado pianista, se refirió en cierta ocasión a algunos fragmentos de la pieza admitiendo que "no podía hacerse con ellos".

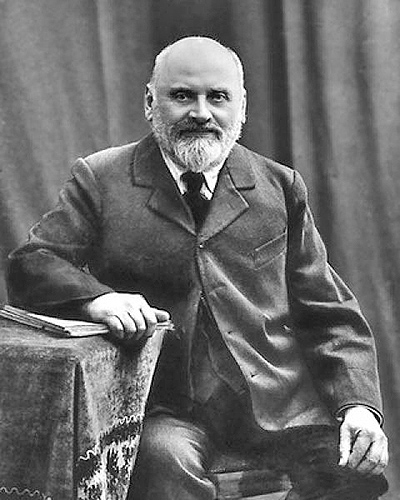
Mili Balákirev.

A pesar de algunas calificaciones que tratan a Islamey simplemente como una pieza extraordinaria, excepcional, solo de exhibicionismo técnico y no muy "musical", lo cierto es que ha tenido un duradero impacto en la música para piano solo y cuenta con una gran reputación en el repertorio para piano. Ravel le comentó una vez a un amigo suyo que su objetivo al componer su Gaspard de la nuit era crear una pieza que fuera "más difícil que el Islamey de Balákirev". Aleksandr Borodín incluyó fragmentos de la obra en su ópera El príncipe Ígor, mientras que Nikolái Rimski‑Kórsakov hizo lo mismo con su Scheherezade. 
Al menos dos compositores han hecho versiones orquestales de Islamey: una adaptación para orquesta de Alfredo Casella, realizada poco antes de la muerte de Mili Balákirev, y un arreglo orquestal de Serguéi Liapunov. 
Investigaciones musicológicas más recientes han demostrado que las melodías que Balákirev preservó en la pieza se encuentran aún presentes en la música popular caucasiana. Por ejemplo, el primer tema es una variación de una lezginka de Kabardia-Balkaria, que difiere notablemente de la pieza de Balákirev en su compás. También se ha demostrado que el segundo tema remonta sus orígenes hasta una canción de amor tártara. El propio Balákirev indicó en la partitura que el coda debería tocarse de forma parecida a la trepak, una melodía rusa tradicional. 
Algunas grabaciones destacables de esta obra son las de Martha Argerich (2004, São Paulo, Brasil), Vladimir Horowitz (1953), Sviatoslav Richter y todas las de György Cziffra. 